# 擬調和三角形
ユークリッド幾何学において、擬調和三角形（ぎちょうわさんかくけい、英: Circumcevian triangle）は、三角形と点に対する特別な三角形の一つである。

## 定義
△ABCと点Pに対して、AP, BP, CP と△ABCの外接円のA, B, Cでない方の交点をA', B', C'とする。△A'B'C' をPの擬調和三角形と言う。
小倉金之助は次の定義を採用した。
　直線AP, BP, CP上にある点A', B', C'がAP・A'P=BP・B'P=CP・C'Pを満たす。

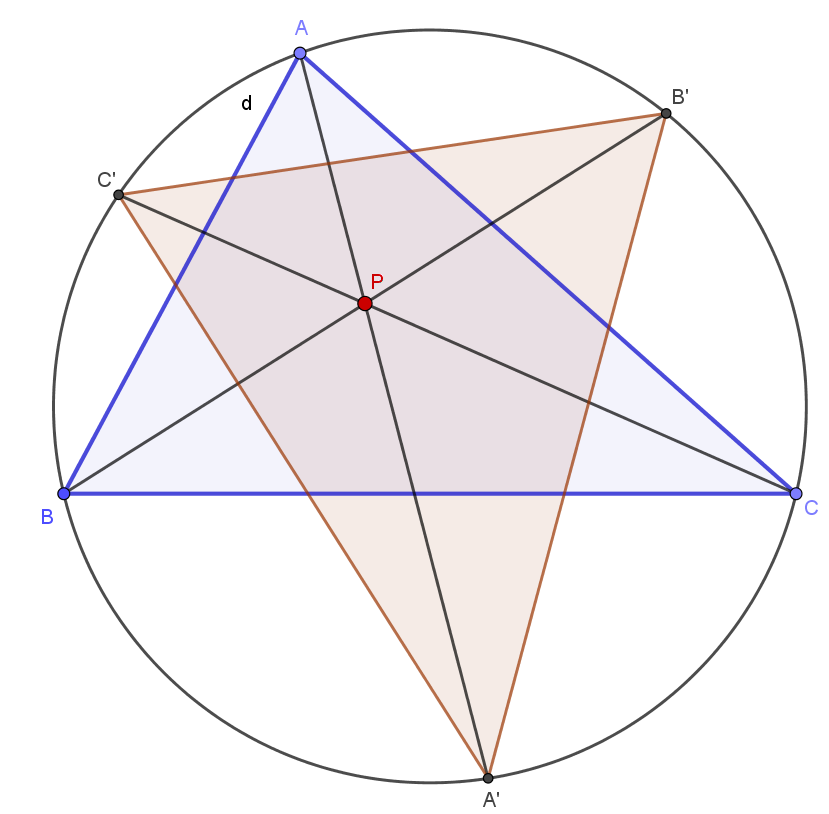
元の三角形 △ABC
点P
△ABCの外接円と、△ABCの頂点とPを結ぶ直線
Pの擬調和三角形 △A'B'C

方べきの定理より、前者の定義と一致することが確認できる。

### 例
- 内心の擬調和三角形はcircumcircle mid-arc triangle（circummidarc triangle）である[4][5][6]。
- 重心の擬調和三角形はcircum-medial triangleである[7]。
- 垂心の擬調和三角形はcircum-orthic triangleである[8]。

## 座標
a,b,cを△ABCの辺の長さ、 α : β : γ をPの三線座標とすると、Pの擬調和三角形△A'B'C' の頂点の三線座標は以下の様に与えられる。{\displaystyle {\begin{array}{rccccc}A'=&-a\beta \gamma &:&(b\gamma +c\beta )\beta &:&(b\gamma +c\beta )\gamma \\B'=&(c\alpha +a\gamma )\alpha &:&-b\gamma \alpha &:&(c\alpha +a\gamma )\gamma \\C'=&(a\beta +b\alpha )\alpha &:&(a\beta +b\alpha )\beta &:&-c\alpha \beta \end{array}}}

## 性質
- 元の三角形の外接円に内接する三角形は、元の三角形の擬調和三角形のただ一つに合同である[2]。
- 任意の点の垂足三角形と擬調和三角形は同じ向きに相似である[2]。特に等力点の擬調和三角形は正三角形である。
- Pの擬調和三角形と基準三角形の配景の軸は、外接円に対するPの極線と一致する[1]。
- 擬調和三角形の各頂点から元の三角形の辺に対して下した垂線が一点で交わるような、（つまり擬調和三角形と元の三角形が対垂であるような）点Pの軌跡はマッケイ三次曲線と呼ばれる三次曲線を成す[9]。また、マッケイ三次曲線上の点の垂足三角形と擬調和三角形は相似の位置にあり、その相似の中心の軌跡はルモワーヌ三次曲線（Lemoine cubic）と呼ばれる[2]。

## 関連
- 調和四角形
- チェバ線
- チェバの定理
- ポンスレの閉形定理